# Шеффілд Венсдей
«Шеффілд Венсдей» — англійський футбольний клуб з міста Шеффілд. Заснований у 1867 році, є 5-м найстарішим професійним футбольним клубом в Англії. Матчі проводить на стадіоні «Хіллсборо». Прізвисько — «сови».

## Історія клубу
Один з небагатьох клубів у світі з назвою дня тижня в своєму імені, «Венсдей» має складну історію. Видатні періоди перемог в лігах і кубках переплетені з трагедіями і катастрофами для клубу, а це означає, що фани «Сов» повинні були звикнути до життя на вістрі ножа в місті, відомому своєю сталлю.

### Ранні (найуспішніші) роки
Футбольний клуб «Шеффілд Венсдей» (SWFC) почав своє життя як крикетний клуб на початку 19 століття, як і багато інших англійських футбольних клубів, створених у 1800-і роки. «Wednesday Cricket Club» почав грати у футбол для підтримання форми, а в 1867 році була створена команда «The Wednesday», нині знана як «Шеффілд Венсдей».
Спочатку команда грала за «шеффілдськими правилами», складеними засновниками найстарішого футбольного клубу у світі — «Шеффілд». Правила відрізняються від тих, які використовувалися Футбольною асоціацією Англії. Однак це змінилося в 1878 році, коли Шеффілдська Футбольна асоціація об'єдналася з Футбольною асоціацією Англії і Зводом правил, який об'єднав правила двох асоціацій.
До 1890 «Венсдей» був професійним клубом, і в 1892 році вступив до тієї Футбольної Ліги, яку ми знаємо сьогодні. Венсдей тріумфально стартував — побиття «Вулвергемптона» у Кубку Англії в 1896 році. Цей успіх супроводжувався зміною домашнього поля, і «Венсдей» знайшов постійний дім в «Хіллсборо» (відомому тоді як Owlerton) після довгих років поневірянь по місту. Команда грала на різних майданчиках в Шеффілді, у тому числі Bramall Lane — тепер стадіоні свого ворога, «Шеффілд Юнайтед».
Більше тріумфу пришло до «Венсдей», які почали життя на «Хіллсборо» в Другому дивізіоні. Клуб виграв кожен домашній матч у сезоні 1899—1900 — цей подвиг здійснили тільки сім команд в історії Футбольної Ліги.
Успіх тривав близько десяти років, і в клуб виграв чемпіонат у перший раз в 1903 році, перегравши своїх головних суперників, «Сандерленд», 1:0 на шляху до титулу. «Венсдей» успішно захистив свій титул у 1904 році, а також чудова перемога 3:0 над суперниками, «Шеффілд Юнайтед», ствердили позиції «Венсдей» як найкращого клубу в місті, а також в Лізі. Команда додала Кубок Англії в свій музей трофеїв в 1907 році після вражаючою кампанії.
Крім того, в цей час «Венсдей» взяли свій нік «Сови», а раніше команда була знана як «Леза» (нік зараз використовується їх сусідами «Шеффілд Юнайтед»).

### Повернення до слави
«Венсдей» швидко втратив свій переможний інстинкт, і неможливо було відновити переможну форму аж до 1929 року, в який відбувся виграш футбольної ліги втретє в історії клубу. У наступному сезоні «Венсдей» був перейменований в «Шеффілд Венсдей». Клуб злетів високо як в Лізі, так і в Кубку Англії, але сподівання стати першою командою, що виграє дубль в 20 столітті, були розбиті, бо вони програли в Хаддерсфілді в півфіналі Кубка Англії. Однак, була збережена ліга, і «Венсдей» виграв Кубок Англії втретє в 1935 році.

### Лукавий Кеттерік
Нестабільність «Венсдей» означала невдачі клубу після війни, а відсутність трофеїв протягом 1940-х і 50-х залишила фанам мало пам'яті про перемоги синьо-білої команди два десятиліття тому. У 1950-і вони побачили три вильоти команди.
В 1960 році Гаррі Кеттерік викликав розкол серед вболівальників, коли він вирішив змінити свою рідну команду. Його перехід оплатили, хоча і Венсдей зчинив декілька приголомшливих перемог протягом сезону, у тому числі 6:1 над «Фулхемом» і захоплива перемога з рахунком 7:2 над «Манчестер Юнайтед» на «Олд Траффорд». Однак, з чотирьох ігор потому, коли Венсдей був другим в таблиці, Кеттерік шокував клуб, подавши у відставку і приєднавшись до «Евертона» через тиждень.

### Скандал ставок
Поза полем відбувалися й інші події і в 1964 році розгорівся знаменитий скандал ставок, в який був втягнутий англійський футбол. Три гравці «Сов» були піймані на ставках на ігри, в які вони навмисне програвали. Пітер Свон, Тоні Кей і Девід Лейн були спіймані за договірним матчем проти «Іпсвіч Таун», в якому «Венсдей» програв 2:0. Всі троє отримали терміни тюремного ув'язнення і були відлучені від гри на все життя. Шанувальники гри розчарувався в англійському футболі.

### Третій дивізіон для «Сов»
Похмурі часи 1970-х років принесли мало радості для «Сов», який з борців за титул Першого Дивізіону впали до найнижчого дивізіону ліги. Після найгіршого сезону в історії клубу «Венсдей» вилетів в Третій Дивізіон, програвши кожну виїзну гру протягом останніх 22 місяців. Клуб змушений був томитися там протягом наступних п'яти сезонів.

### Трагедія
У сумно відомому «Хіллсборо» лихо сталося 15 квітня 1989 року. Події цього дня вважаються найстрашнішою трагедією, що ставалася на стадіонах. Протягом матчу Кубка Англії між «Ліверпулем» і «Ноттінгем Форест», тисячі вболівальників Ліверпуля були впущені поліцією на «Leppings Lane End» стадіону, на додаток до вже переповнених трибун. 96 людей загинули в результаті тисняви, попри зусилля інших фанатів, які намагалися підняти прихильників, які буквально помирали на ногах, через надто високі анти-хуліганські бар'єри, до яких вони були притиснені.
Розслідування звинуватило поліцію у нездатності контролювати події, і, як наслідок, стадіонам по всій Великій Британії було наказано вилучити паркани навколо поля і прийняти все-місцевий стиль, щоб уникнути повторення подій в «Хіллсборо». Меморіал жертвам знаходиться поза Південною трибуною стадіону «Шеффілд Венсдей».

### Прем'єр-ліга

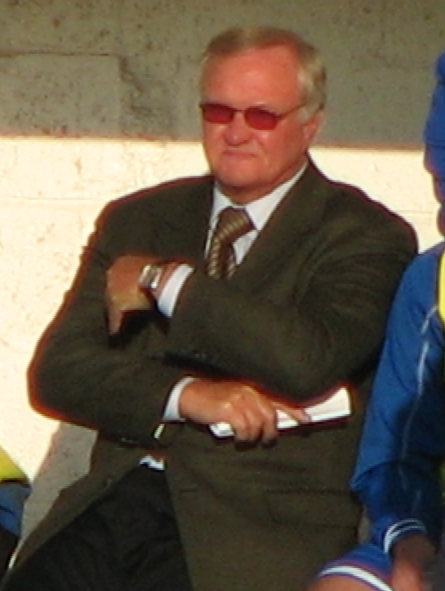
Рон Аткінсон

Під керівництвом Джека Чарльтона, «Венсдей» пішов догори по лігах, до того як Говард Вілкінсон підійняв клуб у Перший Дивізіон і тримав його там протягом більшої частини наступного десятиліття. 1991 року клуб провів сезон на другому рівні вперше за 7 років. Однак, вони виправили цю випадковість, і швидко піднялися назад до вищого дивізіону в 1991 році, тоді ж Рон Аткінсон привів клуб до перемоги у Кубку Ліги внаслідок вражаючої кампанії.
Кілька колег з Першого Дивізіону були вибиті на ранній стадії, а коли справа дійшла до півфіналу, «Сови» розбили «Челсі» Боббі Кемпбелла. «Венсдей» дістав переконливу перемогу, перемігши «Синіх» 3:1 вдома і 2:0 на «Стемфорд Брідж». Однак, уболівальники чекали остаточного закінчення клубом кампанії проти потужної команди «Манчестер Юнайтед» Алекса Фергюсона, яка мала великий потенціал. «Венсдей» грав чудово, і незадовго до перерви Джон Шерідан приносить перемогу у матчі красивими пострілом по воротам манкуніанців. Цей трофей став першим для клубу за майже шістдесят років.
Тільки-но святкування почали згортатися, менеджерська бомба потрясла «Венсдей» вдруге у його історії. Фанати були шоковані, коли Аткінсон передав у своєму повідомленні про звільнення, всього через кілька тижнів після виграшу Кубка Ліги та просування до Першого Дивізіону.

### Європейська мрія
Тревор Френсіс швидко зайняв нове вакантне місце менеджера. Френсіс привів команду до її найкращого показника у елітному дивізіоні за багато років, і третє місце у 1992 році означало вихід у єврокубки для «Сов», вперше у їх історії.
Кубок УЄФА — це серйозний виклик, і вважалося, що необхідне підсилення, і Френсіс запросив єкс-бійця збірної Англії Кріса Водла, а також нападника Марка Брайта з «Крістал Пелес». Зірки засяяли у Європі, хоча і поразка з рахунком 3:1 в Німеччині від «Кайзерслаутерна» зробила майже неможливим змінити долю протистояння на «Хіллсборо».
Попри це, «Венсдей» продовжував тримати хорошу форму у Прем'єр-лізі, виграючи гру за грою. Завдяки цій серії «Сови» стали четвертими до кінця лютого. Ряд перемог в Кубку Англії також мав місце бути, в тому числі і перемога над головними суперниками, «Шеффілд Юнайтед» у півфіналі, захопливій битві, в якій «Венсдей» домінував над «Лезами» і переміг їх 2:1.
Напружений фінал Кубку став розчаруванням для «Сов», і «Арсенал» пішов з трофеєм менш ніж за хвилину до кінця додаткового часу, коли лише трохи залишалося до серії пенальті. Втрата Кубка Англії, в поєднанні із захопливою кампанією за Кубок Ліги, яка в кінцевому підсумку також закінчилася розчаруванням, знову у фіналі проти «Арсенала», означало, що «Венсдей» «проколював бульбашки» весь сезон, нічого не вигравши.
Наступний сезон був менш успішним, і ряд відомих гравців залишили клуб перед початком сезону. Фініш на 7-му місці — це було все, на що «Венсдей» був здатен, і їх форма продовжила падати, за винятком декількох класних перемог на грізній «Фортеці Хіллсборо». Інший нестабільний сезон означав, що «Сови» опустилася на 8-е місце в 1995 році, а в травні і менеджер, і клуб вирішили, що настав час для Френсіса піти.

### Менеджерський хаос
Наступні дев'ять років, між 1995 і 2004 роками, бачили вісім різних менеджерів, які брали на себе відповідальність за клуб. Цей період потрясінь і змін призвів до того, що «Сови» впали з найвищих місць в Прем'єр-лізі до третього дивізіону, втративши життєво важливі телебачення і спонсорські гроші, у той час залишившись позаду досвідченіших і талановитіших гравців.
Перші зміни виглядали перспективно, і фініш на 7-му місці в Прем'єр-лізі закінчити підтвердив «Сови» ще не сказали останнього слова у еліті. Очікування були високими на «Хіллсборо», і придбання чудового нападника «Селтіка» Паоло Ді Каніо за £ 4.5M, показало, що «Совам» було що доводити в лізі. Однак, слабкий старт сезону призвів до того, що «Венсдей» опинився в нижній частині таблиці в листопаді, внаслідок чого менеджер Девід Пліт був звільнений. Несподіване повернення Рона Аткінсона тривало лише до кінця сезону, коли клуб зайняв 16-те місце, після цього менеджер міг йти.
Колишній тренер «Барнслі», Денні Вілсон, став наступним менеджером, який провалився в SWFC, привів клуб до дна таблиці та залишив помічнику менеджера Пітеру Шрівзу, зрештою, нездійсненне завдання порятунку клубу, який був внизу таблиці наприкінці березня.
Вилетівши, і зіткнувшись зі своїм першим не-Прем'єр-лігівським сезоном за майже десять років, деякі досвідчені гравці "Венсдей пішли з клубу, давши екс-тренеру «Бредфорда», Полу Джуеллу незавидне завдання повертати «Сов» назад до життя з великими хлопчиками. Однак він не зміг зробити цього, і до лютого Шрівз знову зайняв місце головного тренера, щоб врятувати клуб. Цього разу йому вдалося привести «Венсдей» до спасіння в 2001 році.
Піднесення тривало недовго, і, невдовзі після прийняття менеджера на повний робочий день, він пішов у відставку в жовтні, вигравши лише один з 13 ігор у лізі.
Далі менеджери мінялися все частіше, в тому числі Террі Йорат, помічник Шрівза, який врятував клуб від вильоту ще раз у 2002 році. Інші, такі як Кріс Тернер, тільки погіршили ситуацію; він привів «Сов» до вильоту з Дивізіону 1 в 2003 році. Тернер залишився, але підписав собі смертний вирок у 2004 році, коли клуб упав на 16 місце у Дивізіоні 2, що стало ударом для шанувальників команди, які очікували, що «Венсдей» негайно повернеться на другий рівень англійського футболу.

### Відродження за Старрока

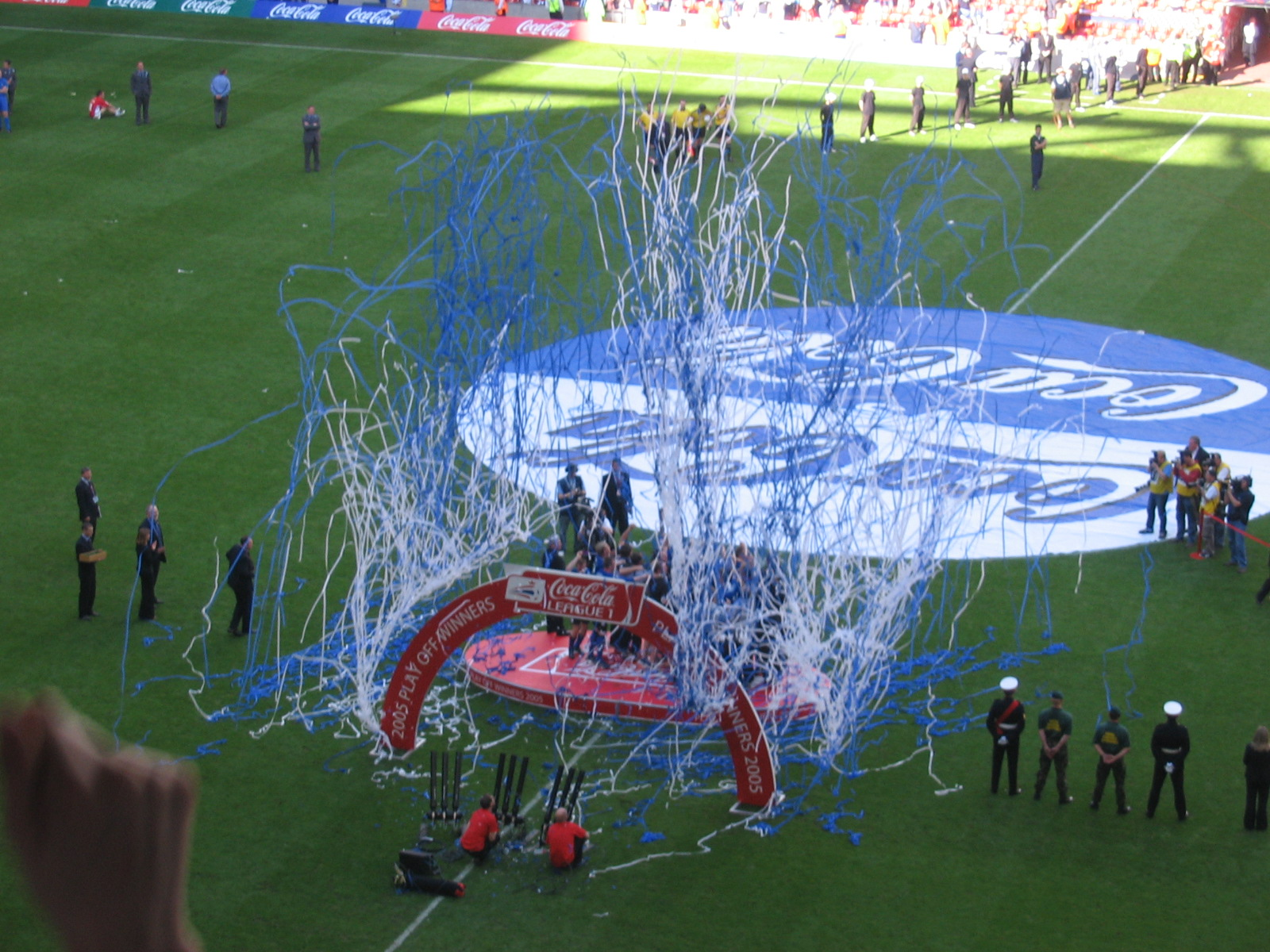
«Венсдей» щойно здобув перемогу у плей-оф за вихід до Чемпіонату у 2005 році.

Екс-менеджер «Саутгемптона», Пол Старрок, замінив Тернера в жовтні сезону 2004/05, і це мало миттєвий ефект у наново названій Лізі 1. Вражаючий підйом допоміг «Совам» досягти плей-офф, і перемога над «Брентфордом» відправила команду до фіналу з великими надіями. 40000 фанів «Сов» відвідали Cardiff's Millennium Stadium, щоб подивитися, як їх команда гратиме проти «Хартпул Юнайтед». Рахунок 2:2 до фінального свистка означав напружений додатковий час, в якому молоді гравці «Венсдей» Гленн Вілан та Дрю Талбот влучити в ціль і забезпечили вихід в Чемпіон шип, зробивши тисячі вболівальників щасливими в цей день в Кардіффі.
Старрок залишився в клубі, провів з командою наступний сезон і привів «Сов» до 19-го місця в 2006 році. Проте, він був звільнений на початку сезону 2006/07 після розчарування на старті сезону. Був запрошений головний тренер «Сканторпа» Брайан Ловз, який став 14-м босом клубу за 11 років. Ловз зберіг «Венсдей» в Чемпіонаті ще на один сезон, зайнявши з клубом почесне 9-е місце, всього в п'яти очках від зони плей-оф.
В Ловзі, фани клубу сподівались, що нарешті знайшли менеджера, який може зробити клуб знаменитим і змінити часто його часто нещасливу історію. Але Ловз не зумів створити диво. Він ледь не втратив роботу, коли команда програвала усім поспіль на початку сезону 2007/08. Ловз зумів врятувати команду від вильоту.
Сезон 2008/09 клуб провів в середині таблиці чемпіонату.

## Трофеї та досягнення
Перший дивізіон
Переможець: 1902-03, 1903-04, 1928-29, 1929-30
Другий призер: 1960-61
Третій призер: 1905-06, 1912-13, 1930-31, 1931-32, 1932-33, 1934-35, 1991-92
Другий дивізіон
Переможець: 1900, 1926, 1952, 1956, 1959
Другий призер: 1950, 1984, 1991
Третій призер: 1939, 1991
Ліга 1
Переможець плей-оф: 2005
Кубок Англії
Переможець: 1895-96, 1906-07, 1934-35
Фіналіст: 1889-90, 1965-66, 1992-93
Кубок Ліги
Переможець: 1990-91
Фіналіст: 1992-93
Черіті Шилд
Переможець: 1935
Фіналіст:1930

## Клубні рекорди
Рекордна відвідуваність: 72841 проти «Манчестер Сіті», Кубок Англії з футболу, 5-й раунд, 17 лютого 1934 року
Найбільша перемога: 12:0, Кубок Англії, над Halliwell, 17 січня 1891 року
Найбільше матчів за збірну: Найджел Уортінгтон, Північна Ірландія (50 ігор)
Наймолодший гравець: воротар Пітер Фокс, 15 років 269 днів проти «Лейтон Оріент», 31 березня 1973 року
Найстарший гравець: захисник Том Бріттлтон, 41 рік 8 днів проти «Олдем Атлетик», 1 травня 1920 року
Найбільше матчів за клуб: Ендрю Вілсон (1900–1920): 545
Найбільше голів за клуб: 216 — Ендрю Вілсон 1900-20 роки
Рекордне придбання: Паоло Ді Каніо («Селтік»), серпень 1997 року, £ 4.5M
Рекордний продаж: Пол Уорхерст («Блекберн») вересень 1993 року, £ 2.75m

## Прізвиська
Команду називають «Сови», а також «Венсдей».
З «Венсдей» (англійською — середа) все просто — саме в цей день грали в крикет прабатьки футбольного клубу, які іменувалися «Венсдей Крикет Клаб». А ось «Совами» другий шеффілдський клуб (точніше третій, бо є ще і найстаріший клуб світу — «Шеффілд ФК») став на початку XX століття, після того як маскотом клубу стала сова (стадіон «Шеффілд Венсдей» називався Owlerton). До цього «Венсдей» іменувався так, як і «Юнайтед» — «Лезами», але оскільки це прізвисько більше асоціювалося з успішнішими на той час супротивниками, то від нього вирішили відмовитися. Зате на стадіоні «Шеффілда» з'являється живий талісман — справжня сова, яка сидить на поперечині воріт перед матчем.